# Marek Blahuš
Marek Blahuš ps. Blahma (ur. 16 maja 1986 w Kyjovie) – czeski esperantysta, wikipedysta i informatyk.
W 2005 został współzałożycielem obywatelskiego stowarzyszenia Czeska Esperancka Młodzież, a następnie był jego przewodniczącym (2006–2009) i wiceprzewodniczącym (2005–2006, 2009–2012). Członek Światowej Esperanckiej Organizacji Młodzieżowej (od 2004).

## Życiorys
Absolwent informatyki na Uniwersytecie Masaryka w Brnie (lic. 2008, mgr 2011). Członek Akademio de Esperanto (2013–2022).
Do jego zainteresowań należy m.in. genealogia. Mieszka w Šlapanicach koło Brna.

## Wyróżnienia
W 2007 otrzymał stypendia z programu dla światowych liderów Goldman Sachs Global Leaders Program oraz General Electric Foundation Scholar-Leaders Program. W 2008 dziekan Wydziału Informatyki Uniwersytetu Masaryka przyznał mu wyróżnienie za pracę licencjacką.

## Życie prywatne
Jest żonaty. Ma troje dzieci.